# Мокульський Стефан Стефанович
Стефан Стефанович Мокульский (7 серпня (26 червня) 1896, Тбілісі — 25 січня 1960, Москва, РРФСР) — радянський театро- і літературознавець, доктор філологічних наук (1937).

## Життєпис
У 1918 закінчив філологічний факультет Київського університету. У 1919 році викладав у Театральній академії в Києві. У 1923—1942 рр. викладав в Ленінградському університеті (з 1937 — професор), Педагогічному інституті ім. О. І. Герцена, працював в Ленінградському театральному інституті Державної академії мистецтвознавства.
З 1943 викладав в московському ГІТІСі. В 1943—1948 — директор інституту, був звільнений на початку 1949 в ході так званої «боротьби з космополітизмом» — після опублікування в «Правді» статті «Про одну антипатріотичну групу театральних критиків». В 1952—1960 — завідувач кафедрою зарубіжного театру цього ж інституту.
Член Академії суспільних наук. Керував сектором теорії і історії театру в інституті історії мистецтв АН СРСР, був головним редактором Театральної енциклопедії.